# Robusticoelotes
Robusticoelotes is een geslacht van spinnen uit de  familie van de Amaurobiidae (nachtkaardespinnen).

## Soorten
- Robusticoelotes pichoni (Schenkel, 1963)
- Robusticoelotes sanmenensis (Tang, Yin & Zhang, 2002)